# Daniel Kling
Daniel Kling, född 2 juni 1690 i Vikingstads församling, Östergötlands län, död där 14 april 1764, var en svensk präst.

## Biografi
Daniel Kling föddes 1690 i Vikingstads församling. Han var son till kyrkoherden Gabriel Kling och Catharina Rymonius. Kling blev 1713 student vid Uppsala universitet och prästvigdes 27 juli 1717. Han blev 6 mars 1728 kyrkoherde i Vikingstads församling, med tillträde 1729. Kling avled 1764 i Vikingstads församling och begravdes 27 april samma år.
Kling var respondent vid prästmötet 1733.

### Familj
Kling gifte sig första gången 26 augusti 1722 med Margareta Mörtling (1698–1742). Hon var dotter till kyrkoherden Samuel Mörtling och Christina Molin i Östra Skrukeby församling. De fick tillsammans barnen Christina Catharina (född 1726) som första gången var gift med kronolänsmannen Magnus Peter Pihl och  andra gången med prästen J. Mothander, Gabriel Kling (1727–1727), Anna Margareta Kling (född 1728) som var gift med kyrkoherden Jakob Boræus i Vadstena församling, Samuel Kling (1730–1749), Brita Maria Kling (född 1732) Elisabet Kling (1733–1816) som var gift med sekreteraren Carl Hellberg, Gabriel Kling (1734–1753), Daniel Kling (1736–1736), Sigrid Kling (född 1737) och Daniel Kling (1740–1740).
Kling gifte sig andra gången 30 januari 1744 med Hedvig Ulrika Thun (1724–1801). De fick tillsammans barnen kyrkoherden Johan Kling i Ljungs församling, Helena Kling (född 1747), Ulrika Kling (1755–1755) och Christina Ulrika Kling (1756–1757).